# オルゴールの小さな博物館
オルゴールの小さな博物館（オルゴールのちいさなはくぶつかん）は、東京都文京区にかつて所在したオルゴールの博物館。日本で最初のオルゴールの博物館であった。2013年5月15日閉館。

## 概要
オルゴールの蒐集家・研究家である名村義人（なむら よしひと）が、1983年5月15日に自宅を開放し開館したプライベート博物館。2003年5月、同地に7階建てのビルに建て替えリニューアルした。18世紀末から20世紀にかけて発達した自動演奏装置、シリンダー・オルゴール、ディスク・オルゴール、オートマタ、自動ピアノ、ストリートオルガン等、所蔵台数は300台以上。演奏時間が開館時間となっており、通常3つのコースより見学コースを選択する。企画展やクリスマス・コンサートも行われていた。
1998年には、台場と箱根に分館がオープンした。
日本国内でも各地にオルゴール博物館が増えてきたこともあり、開館30周年を節目として、2013年5月15日に閉館した。閉館後も公式ウェブサイトは残されて館内写真やコレクションなどの情報を見ることができる。また公式YouTubeチャンネルでは収蔵していたオルゴールの音色を視聴できる。

## 沿革
- 1983年5月 - 開館（土曜・日曜日のみ開館）。
- 1984年6月 - 館長著書『オルゴールの詩』を音楽之友社より刊行。
- 1985年11月 - 所蔵オルゴールを録音したカセットテープを制作・販売。
- 1987年9月 - オルゴール・ホール「ピアノフォルテ」を館内に併設。
- 1988年8月 - 所蔵オルゴールを録音したCDを制作・発売。
- 1989年1月 - 館長著書『オルゴールは夢仕掛』を音楽之友社より刊行。
- 1995年4月 - 館長著書『アンティーク・オルゴール物語』を新潮社より刊行。
- 1996年4月 - CD-ROM『郷愁のアンティークオルゴール』を毎日新聞社より発行。
- 1998年6月 - 分館「オルゴールの小さな博物館 台場」が開館。館内に「ギャラリー・ハンドヴェルク」を併設。
- 1998年8月 - 分館「オルゴールの小さな博物館 箱根」が開館。
- 1999年3月 - 分館「オルゴールの小さな博物館 台場」が閉館。
- 2001年10月 - 本館建て替えのため休館（2003年5月まで）
- 2003年5月 - 建て替えた7階建てのビルでリニューアルオープン。20周年を迎える。
- 2006年3月 - 分館「オルゴールの小さな博物館 箱根」が閉館。
- 2008年1月 - 25周年を迎える。特別企画展を開催。
- 2013年5月 - 30周年を迎える。5月15日閉館。

## 施設概要
以下の施設概要は閉館当時のもの。

### 開館時間・入館料
見学には3つのコースが用意され、コースにより見学できる場所が異なる。どのコースも解説付きで演奏が聴ける。

#### 見学コース
博物館コース
- 企画展、常設展でスタッフの解説とともに演奏を聴きながら、5階・6階を巡るツアー。その他体感ベンチ、オルガンの演奏体験、カフェでのティータイムなど。 所要時間は約1時間10分。予約制。
  - 演奏時間：11:00～、14:00～、16:00～
  - 料金：2,000円（博物館を楽しむグッズ&お茶付き）

演奏会コース
- 1階音楽ホールでの演奏会。スタッフが歴史や仕組みの解説とともに演奏を行う。所要時間は約50分。
- 演奏時間：13:00～、15:00～
- 料金：大人1,300円 小人600円（4歳以上小学生以下）
- 団体料金：大人1,100円、小人500円（20名以上）

共通チケット
- 博物館&音楽ホールの共通チケット。同日に限り購入可。
- 料金：大人2,800円、小人2,200円（4歳以上小学生以下）

館長コース
- 館長が自ら解説する、館内全てを巡るマニア向けツアー。ティータイムもある。 所要時間は2時間以上。
  - 時間：要相談、予約制（4名以上10名以下）
  - 料金：3,500円（博物館を楽しむグッズ&お茶付）

#### ショップ
- ショップのみは入館無料。
- 開店時間：10:30～18:00

### 休館日
- 休館日：日曜日・月曜日・年末年始

### アクセス
- 東京メトロ有楽町線 護国寺駅 4番出口 徒歩3分
- 東京メトロ副都心線 雑司が谷駅 3番出口 徒歩20分
- 首都高速5号池袋線 護国寺出入口より約100m
- 駐車場：無し（通りにパーキングメーターあり）

### 建物
- 建物：7階建て、床面積780m2。17人乗りエレベーターを1台備える。障害者用トイレあり。
  - 1階：音楽ホール
  - 2階：ミュージアムショップ
  - 3階：修理工房
  - 4階：収蔵庫・事務室
  - 5階：カフェ・アンティークショップ
  - 6階：常設展示室・企画展示室
  - 7階：特別展示室

## 主な展示品
出典
- シリンダー・オルゴール：プレロディニーク・サブライムハーモニー・インターチェンジャブル（1890年代、スイス・ペイラード社）
- ディスク・オルゴール：シンフォニオン・チェンジャー Style120S（1900年頃、ドイツ・シンフォニオン社）
- オートマタ：トルコの煙草のみ（1890年頃、フランス・ランベール工房）
- ストリートオルガン：バチガルポ（1900年代、ドイツ・バチガルポ工房）
- 自動ピアノ：スタインウェイ・デュオ・アート（1920年代、アメリカ・エオリアン社）
- 音楽時計：ミュージカル・ブラケットクロック（1790年代、イギリス・ロバート・ヒュー）